# Chiesa della Natività della Madonna
La chiesa della Natività della Madonna è la parrocchiale di riferimento nel comune di Polpenazze del Garda, in provincia di Brescia e diocesi di Verona; fa parte del vicariato del Lago Bresciano.
È ubicata all'interno delle antiche mura del castello e la piazza antistante gode di un bel panorama sul lago di Garda.

## Descrizione
L'edificio ha un inusuale orientamento nord-sud che è frutto del condizionamento imposto dall'esigenza di usufruire, per questioni sicuramente di risparmio, di un tratto di muraglia del vecchio castello quale fiancata sinistra.

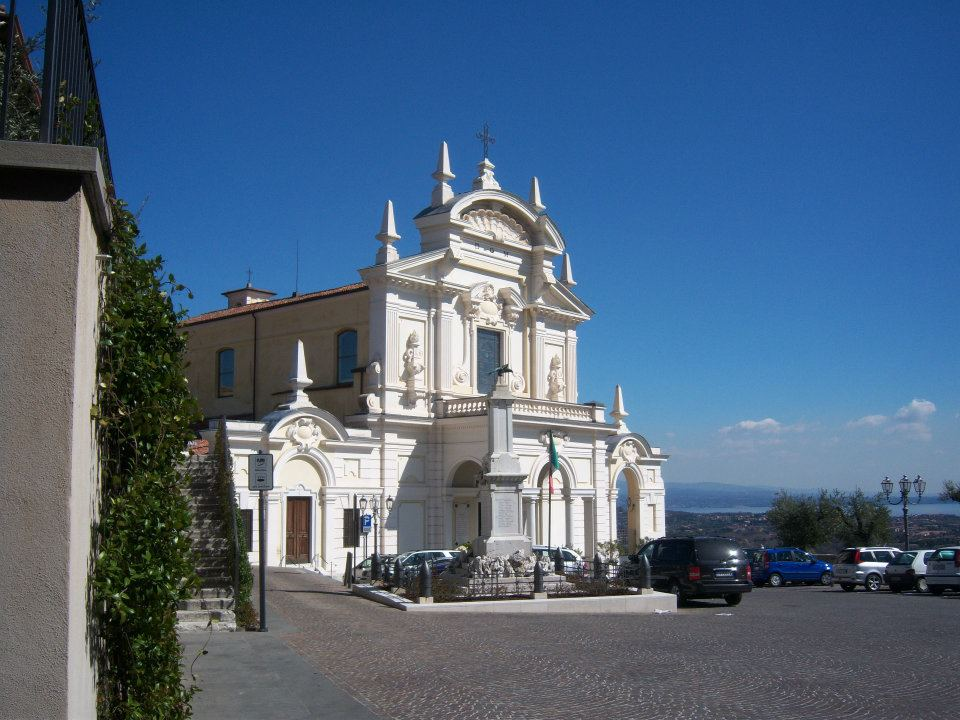
Parrocchiale di Polpenazze del Garda

Esso è ad aula unica con profondo presbiterio a terminazione poligonale con volta a padiglione delimitato da una gradinata a due balze e balaustra marmoree. La partitura in cinque campate è scandita da lesene con terminazione a fregio corinzio, legate da un cornicione aggettante riccamente decorato alla classica con sottostante fascia a volute floreali, che corre lungo le pareti, anche del presbiterio.
Le lesene sono richiamate anche all'esterno ma solamente lungo la parete di levante. Sopra il cornicione, in corrispondenza dei cinque campi, sono disposti cinque finestroni con arco a sesto ribassato per ogni fianco, di cui due (alternativamente) ciechi, che incidono la grande volta a botte decorata a finte cupole con visione prospettica.

## Nuova facciata

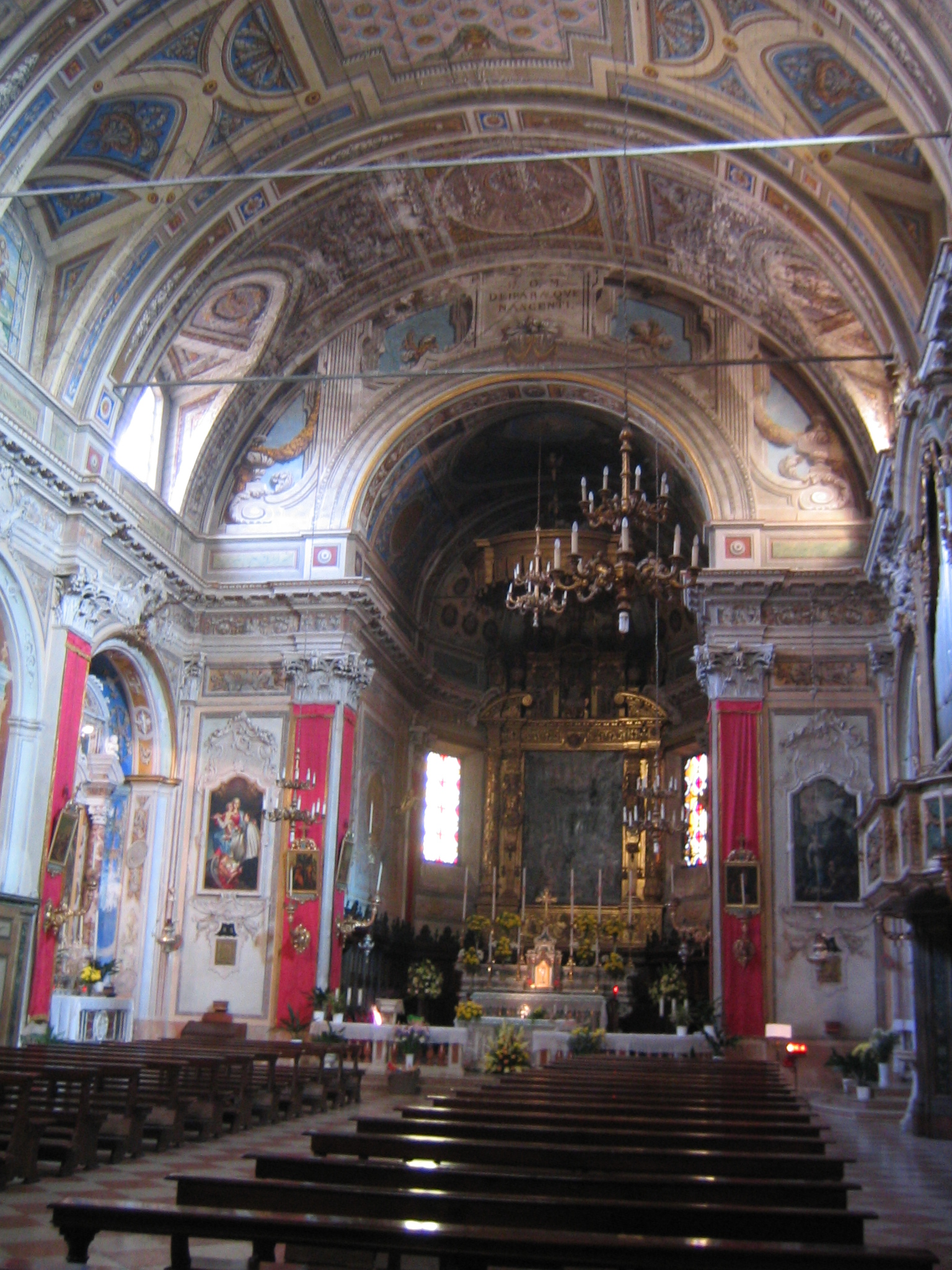
Interno della chiesa

Non si hanno fonti documentarie o fotografiche dell'aspetto della originaria facciata. Dalla foto scattata da Negri nel 1907, a cantiere ancora aperto, appare scontato che, oltre ai caratteristici elementi plastici costruiti da timpani, lesene, cornici, obelischi, cartigli ecc., non esistevano né il portico a finta balconata né le appendici che si prolungano lateralmente.
Questa nuova facciata è opera degli architetti Giovanni e Antonio Tagliaferri. In essa confluiscono diversi elementi stilistici rielaborati ed armoniosamente amalgamati che offrono un risultato veramente sorprendente. Nel portico, all'arco e alle colonne di impostazione classica, si accompagnano il finto bugnato dei pilastri laterali e il cartiglio centrale baroccheggiante. Per la parte superiore tripartita da lesene, con timpano, frontone spezzato e obelischi di chiara influenza tardorinascimentale e manieristica, è netto il richiamo al grande apparato ligneo dell'altare maggiore, quasi fosse un dovuto omaggio all'imponente opera della bottega d'intaglio morettiana.
Il tutto crea una scenografia movimentata e suggestiva che continua con le due ali formanti arconi trionfali aperti al paesaggio circostante, in posizione dominante, e si sposa egregiamente con la lussereggiante vegetazione a cipressi, ulivi e vigneti delle colline digradanti dolcemente verso il lago.

## Intitolazione
Nonostante che la nuova chiesa sia ancora spoglia dei sacri arredi viene avvertita l'esigenza della sua sollecita intitolazione, in attesa della consacrazione vescovile, affinché si possa dare inizio alle celebrazioni dei riti religiosi.
Domenica 20 novembre 1588 è convocata la vicina generale su mandato dal console Girolamo Cominelli. Sono presenti 89 rappresentanti della comunità i quali sono chiamati ad esprimere il loro parere «per intitolare et poner il nome alla nuova chiesa fabriacata per detto comun qual è posta avante la muraglia del castello verso mattina». Richiamata una precedente riunione con lo stesso ordine del giorno e letto il voto fatto dal comune in data 7 settembre 1577, vigilia delle Natività della Madonna, di fabbricare la nuova chiesa, il console propone di intitolare la nuova parrocchiale alla Natività della Vergine Maria che si celebra l'8 settembre. Chiusa la discussione e «posti tutti in genocchioni et fatte oratoni ed prieghi al Signore caldissime» viene votata la proposta che ottiene l'unanimità dei consensi.
La prima messa, come ricordato nella lapide posta a destra della porta principale, viene celebrata dal parroco Alessandro Brogiolo il 5 aprile 1589.

## Consacrazione

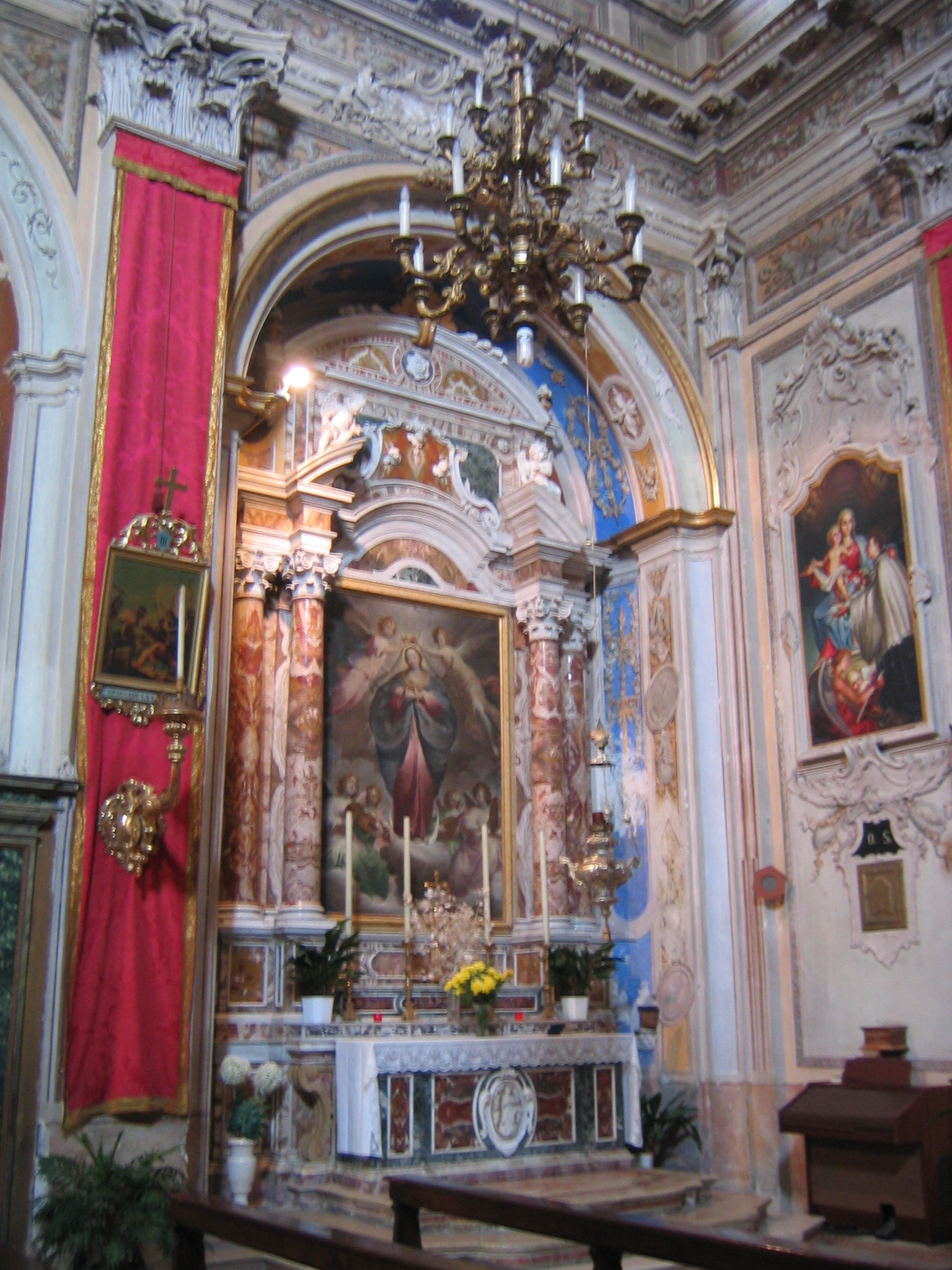
Altare settecentesco dellImmacolata Concezione

La consacrazione di una chiesa è una pratica complessa che richiede tempi di preparazione non brevi e con aspetti e conseguenze di diversa natura che travalicano il significato meramente religioso della cerimonia. Secondo il diritto canonico essa instaura un rapporto giurisdizionale di dipendenza diretta della chiesa dalla autorità ecclesiastica consacrante, salvo diversa disposizione ufficialmente o tradizionalmente riconosciuta, e porta con sé eventuali diritti patrimoniali quali benefici, rendite, decime ecc.
Nel nostro caso l'atto di consacrazione ha quale effetto principale la traslazione del beneficio già intitolato alla chiesa di San Pietro in Lucone nella nuova intitolazione parrocchiale, salvo approvazione pontificia.
L'ex parroco Giacomo Roveglio nel frattempo è arrivato alla soglia cardinalizia e ha adottato la Valtenesi quale sua residenza secondaria ove ama ritirarsi nei brevi momenti di riposo e riflessione che la sua elevata ed intensa attività religiosa e diplomatica gli consente.
Per la comunità locale, memore del proficuo periodo della sua guida spirituale, sarebbe motivo d'orgoglio assistere all'atto conclusivo di questa lunga vicenda celebrato proprio da colui che l'aveva seguita durante le sue prime e difficoltose fasi iniziali. Nell'autunno del 1593 la vicinia ordinaria, approfittando della presenza del vescovo Roveglio presso la tenuta dell'Arzaga per la consacrazione della locale nuova chiesetta, decide di inviare una propria delegazione per sondare la disponibilità dell'alto prelato, sentito anche il parere del parroco Alessandro Brogiolo. Roveglio fa sapere che «molto volentieri veniria a far la beneditione sudetta» a condizione di ottenere il beneplacito della curia veronese.

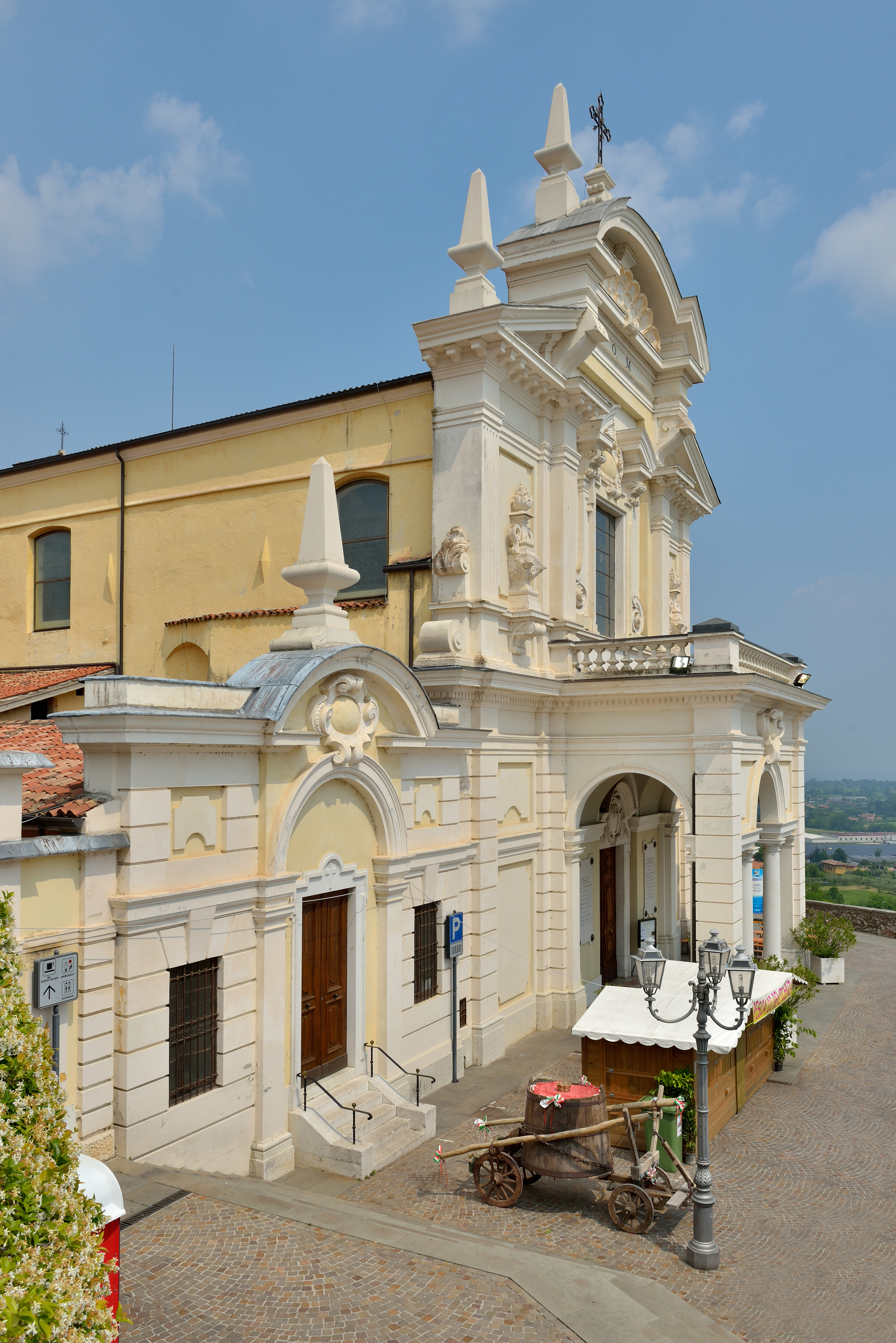
Chiesa della Natività della Madonna

I contatti con mons. Roveglio continuano fino alla tarda primavera del 1595 e, quando tutto sembra ormai concordato e stabilito, il parroco comunica al console che il vescovo di Verona sarebbe venuto in ottobre per le cresime e per la consacrazione della nuova parrocchiale. Da parte del comune non si rileva alcun commento a tal proposito ma solo precisazioni sulla competenza delle spese conseguenti. Evidentemente la curia vescovile veronese non ritiene opportuno rilasciare ad altra autorità ecclesiastica territorialmente non competente il beneplacito alla celebrazione di un rito così importante. I rapporti non proprio idilliaci tra parroco e comune a causa della conflittuale ripartizione delle spese di costruzione della chiesa possono aver influenzato in tal senso la decisione della curia veronese.
La sera di sabato 7 ottobre 1595 mons. Alberto Valerio, coadiutore dello zio Agostino Valerio vescovo di Verona con diritto alla sua successione arriva a Polpenazze del Garda. Visita la chiesa di Sant'Antonio Abate e chiesa di San Pietro in Lucone e poi si reca in quella dei Santi Fermo e Rustico ove preleva la pietra consacrata e la rompe facendo intendere che è suo fermo desiderio che si provveda quanto prima alla sua demolizione.
Poi entra nella nuova chiesa già dotata di tra altari ed essendo quello di destra ancora senza titolo consiglia di trasferirvi quello dei Santi Fermo e Rustico. Immediatamente il console Pietro Turelli convoca la vicinia ordinaria la quale, preso atto della proposta vescovile, esprime all'unanimità il suo parere favorevole.
La consacrazione avviene il giorno seguente, domenica 8 ottobre 1595.